# Alice i Eventyrland (film fra 1951)
 For alternative betydninger, se Alice i Eventyrland (flertydig). (Se også artikler, som begynder med Alice i Eventyrland)
Alice i Eventyrland er en amerikansk animeret musical-fantasy-komedie-film fra 1951, som er produceret og udgivet af Walt Disney Productions og som er baseret på Lewis Carrolls bøger Alice i Eventyrland og Bag spejlet. Udarbejdet med selveste Walt Disney ham selv, er filmen flere gange blevet rost for at være noget af det bedste stykke arbejde der er blevet skabt i Disney-studiernes historie, trods den lunkne, næsten fjendtlige modtagelse den fik, især i Storbritannien.
Der er siden blevet indtalt nye stemmer på dansk med bl.a. Torben Zeller, John Hahn-Petersen og Amalie Dollerup

## Handling
Ved bredden af en rolig flod, begynder Alice at kede sig ved søsterens oplæsning af en bog. Alice ser en hvid kanin med en vest på og bærende på et kæmpe lommeur. Hun følger efter ham og falder ned i et kaninhul. På bunden af hullet følger hun Hr. Kanin ind i et stort kammer, men kaninen forsvinder ud af en lille bitte dør. Dørhåndtaget forslår Alice at drikke flasken på bordet, hvorpå der står: "Drik mig". Drikken gør hende lille bitte. Døren, hun passer nu til, er låst og nu er nøglen dukket op, oppe på det nu tårnhøje bord. Håndtaget henviser Alice til en småkage med skriften: "Spis mig". Kagen får hende til at vokse så meget, at hendes hoved når loftet og Alice begynder at græde. Hendes tårer oversvømmer næsten hele værelset. Håndtaget påpeger at der stadig er noget tilbage i flasken fra før, så hun drikker det sidste. Alice bliver så lille at hun falder ned i flasken og bliver skyllet ud af nøglehullet i søen hendes tårer har skabt.
På land leder en Dodo en gruppe mærkværdige dyr i et underligt ræs, for at blive tør. Alice møder Di og Dum, de to tykke brødre, der fortæller om "Hvalrossen og Manden". Alice sniger sig væk og kommer til Hr. Kanins hus. Da Kaninen ser Alice, beordrer han hende til at hente hans handsker ind i huset. Inde i huset spiser Alice en af de fremstillede småkager. Hun vokser så meget at hun til sidst sidder fast inde i huset. Dodoen prøver at hjælpe ved at sende gartneren Bill ned gennem skorstenen og derefter sætte ild til huset. Alice får fat i en gulerod fra haven og da hun har spist den, formindskes hun og bliver kun 5 cm høj.
Alice jagter igen Hr. Kanin, denne gang i en have med store blomster, der ser hende som ukrudt og smider hende ud. Hun møder nu den vandpibe-rygende kålorm, der forvandler sig til en sommerfugl, men ikke før han har givet hende kryptiske råd om den svamp hun sidder på. Alice brækker en stump af hver side af svampen og spiser den ene del, der får hende til at vokse til normal størrelse.
Alice modtager mystiske oplysninger af Filurkatten, et kattelignende væsen, der har evnen til at dukke op og forsvinde, som den vil, der leder hende til Påskeharens have, hvor Påskeharen fejrer sin "ikke-fødselsdag" med Den Gale Hattemager og Syvsoveren. Alice bliver efterhånden træt af deres uhøflighed og beslutter at gå hjem, efterladt efter hendes jagt på Hr. Kanin. Hun farer vild og på vej søgen efter en vej ud af skoven, ser hun alle skovens mystiske væsner, indtil Filurkatten dukker op og viser hende en genvej ud gennem et træ.
Alice kommer ind i en højhækkede labyrint, hvor hun ser levende spillekort male buskenes roser røde. Pludselig kommer Hr. Kanin og annoncerer den krigeriske dronning af Eventyrland, Hjerter-Dame, den meget lille og slappe Konge og en kort-hær. Dronningen inviterer Alice til at spille en meget besynderlig udgave af krocket, hvor man bruger flamingoer som køller, pindsvin som bolde og kort-soldater som buer. Filurkatten driller Dronningen, der beskylder Alice for spøgen of beordrer at hun skal halshugges. Kongen foreslår at hun får en retssag i stedet. Hun bliver dømt skyldig af de fjollede bekendtskaber hun har gjort sig i Eventyrland. Som følge af Dronningens maniske ordre om at hun skal "af med hovedet", begynder hele salen at jagte Alice.
Da Alice finder tilbage tilbage Dørhåndtaget, fortæller det hende at Han stadig er låst, men at hun også allerede er ude på den anden side. Da hun kigger gennem nøglehullet, ser Alice sig selv ligge og sove i parken. Som flokken kommer nærmere og nærmere, begynder hun at råbe "Alice, vågn op" for at vække sig selv, inden hun vågner ved lyden af sin søsters kalden. De to piger når lige hjem til tetid, mens Alice funderer over hendes oplevelser i Eventyrland og indser at fantasi og logik måske eksisterer af en årsag.

## Stemmer
| Figur               | Amerikanske skuespillere | Dansk version (1951)   | Dansk version (1998)    |
| ------------------- | ------------------------ | ---------------------- | ----------------------- |
| Alice               | Kathryn Beaumont         | Ilselil Larsen         | Amalie Dollerup         |
| Alices søster       | Heather Angel            | Astrid Villaume        | Pauline Rehné           |
| Kålormen            | Jerry Colonna            | John Price             | Torben Sekov            |
| Peter Kanin         | Bill Thompson            | Elith Foss             | Donald Andersen         |
| Syvsovermusen       | Jimmy MacDonald          | Kirsten Rolffes        | Michelle Bjørn-Andersen |
| Håndtaget           | Joseph Kearns            | Dirch Passer           | Peter Aude              |
| Den Gale Hattemager | Ed Wynn                  | Knud Heglund           | Torben Zeller           |
| Dodo                | Bill Thompson            | Sigurd Langberg        | Henning Moritzen        |
| Haren               | Jerry Colonna            | Ove Sprogøe            | Thomas Mørk             |
| Filurkatten         | Sterling Holloway        | Svend Asmussen         | John Hahn-Petersen      |
| Roshval             | J. Pat O'Malley          | Svend Asmussen         | Aage Haugland           |
| Tvilling Di         | J. Pat O'Malley          | Svend Asmussen         | Henrik Koefoed          |
| Hjerter Dame        | Verna Felton             | Sigrid Horne-Rasmussen | Susanne Lundberg        |
| Tvilling Dum        | J. Pat O'Malley          | Ulrik Neumann          | Henrik Koefoed          |
| Tømmermanden        | J. Pat O'Malley          | Ulrik Neumann          | Søren Sætter-Lassen     |
| Hjerter Konge       | Dick Trout               | Arthur Jensen          | Dennis Otto Hansen      |
| Firbenet Bromand    | Larry Grey               | Buster Larsen          | Henrik Sloth            |

### Nomineringer
Academy Awards
- 1952: Nomineret: "Best Music, Scoring of a Musical Picture" – Oliver Wallace

Venice Film Festival
- 1951: Nomineret: Golden Lion – Clyde Geronimi, Wilfred Jackson og Hamilton Luske